# La vecchia legge del West
La vecchia legge del West (Waterhole 3) è un film western del 1967 diretto da William A. Graham, con James Coburn, Carroll O'Connor e Margaret Blye.
Il film è basato su un soggetto scritto e sceneggiato da Joseph T. Steck e R. R. Young, prodotto dal regista statunitense Blake Edwards, per conto della casa di produzione Paramount Pictures.

## Trama
Nel West, in una cittadina dell'Arizona, un soldato dell'Unione e due banditi decidono di compiere un furto ai danni dell'esercito nordista, derubandoli di un grosso contingente d'oro, nascosto ben al sicuro in un magazzino del paese.
Scavando un passaggio dal negozio adiacente di un povero ciabattino, i tre riescono a compiere il furto. Uno del gruppo, a questo punto, decide di nascondere l'oro in mezzo alla prateria, verso il confine, per poi lasciar che si calmino le acque, aspettando l'occasione propizia per andar a riprendere il bottino, senza i compagni.
Durante il soggiorno in città, questi incontra un suo vecchio "amico", un certo Lewton Cole, che non tarda a venir a sapere dell'oro. Dopo un duello, Lewton ha la meglio sul bandito, e, messosi sulle tracce dell'oro, va alla ricerca del bottino, rincorso, nel frattempo, dallo sceriffo del paese, a cui ha rubato il cavallo, e da sua figlia Billee.

## Curiosità
- La canzone che fa da sfondo al film, The Code of the West, è cantata da Roger Miller e arrangiata da Dave Grusin.
- Nella versione italiana, le parole delle varie ballate e canzoni che fanno da colonna sonora al film, sono tradotte e cantate in italiano da Giorgio Gaber (fonte: http://www.giorgiogaber.org/uploads/images/area_riservata/docsito1-ggcrono%20II%20ed.pdf Archiviato il 4 marzo 2016 in Internet Archive.)  tranne che per i titoli iniziali.